# آسبيرغ
آسببرغ (بالألمانية: Asperg) هي مدينة وبلدة ألمانية تقع في ألمانيا في Regierungsbezirk Stuttgart. يقدر عدد سكانها بـ 12,991 نسمة .

## المدن التوأمة
مدن Lure وبولسنيتز هي مدن توأمة لـآسببرغ.